# كاموف كا-50
مروحية كاموف كا-50 وأحيانًا تختصر بمجرد كا-50 هي مروحية هجومية روسية ذات مقعد واحد مزودة بمراوح مزدوجة (دوارات محورية) لمكتب كاموف للتصميم، صممت في الثمانينيات (1980). هناك طراز آخر من الطائرة ويحتوي على مقعدين وتدعى كاموف كا-52 «التمساح» (بالإنجليزية: Kamov Ka-52 "Alligator" كاموف كا-52 «أليغيتور» وبالروسية: Аллигатор، ولقب تعريف الناتو: Hokum B هوكم بي). وتزود بمنظومة الرادار الجديدة التي تسمح باكتشاف هدف على بعد 35 كم. كما تزود بالصواريخ الجديدة «جرمس» القادرة على تدمير أي هدف مدرع. وتبلغ سرعة الصاروخ 1 كم في الثانية. وبالإضافة إلى ذلك تم تزويد المروحية بمدفع سريع الرمي يشبه مثيله المركب على العربة «بي ام بي – 3». وتكفي 6 - 8 إصابات لقذيفتها لتدمير مدرعة معادية. وليس من الضروري متابعة هذه العملية من قبل الطيار، لان هذه المهمة تعود إلى نظام التوجيه الذاتي الموجود في المدفع.

## التنمية

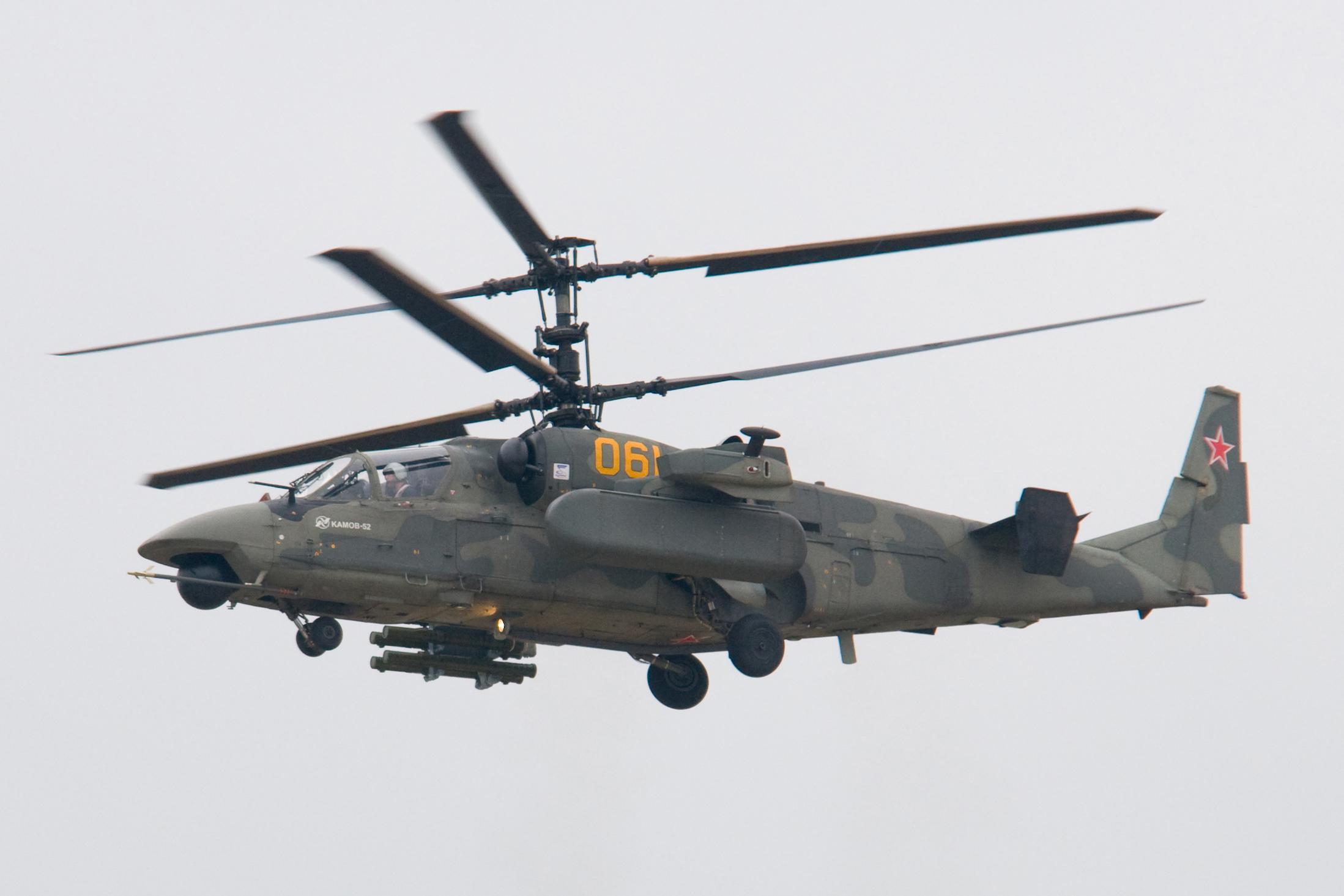
كاموف كا-52

كا-50 هي الطراز الإنتاجي للمروحية التجريبية في-80إس إتش-1. أمر مجلس الوزراء السوفييتي بإنتاج هذه المروحية الهجومية في 14 ديسمبر 1987. بدأ تطوير المروحية في غرب روسيا سنة 1984. أول صورة للمروحية ظهرت عام 1989. بعد فحوصات الطيران الأولى وفحوصات النظام، أمر مجلس الوزراء السوفييتي بإحضار أول دفعة من هذه المروحيات عام 1990. المروحية الهجومية سميت لأول مرة بـ«كا-50» علنيًا في مارس 1992 في ندوة في المملكة المتحدة.

## التصميم
تحمل الطائرة على شحنة كبيرة من صواريخ كروز ذاتية الدفع وقنابل ليزرية أربعة نقاط تعليق خارجية تحت أطراف الأجنحة بالإضافة إلى نقطتي تعليق على الأجنحة، أي بمجموع حوالي 2,000 كيلوغرام اعتمادا على المزيج.

## التاريخ العملي
كا-52 كانت جزءًا من عمليات الجيش الروسي ضد المتمردين في جمهورية الشيشان. أداءها الناجح في التضاريس الجبلية الصعبة أكد مرة أخرى على فائدة الميزات المتقدمة العديدة من تصميم كا-50، بما في ذلك الطاقة والقدرة على المناورة.
تخطط كاموف لزيادة إنتاج كا-50 وكا-52، من المفروض أن يزيد هذا من نسبة كاموف من إنتاج المروحيات الروسية إلى 10% أو 15%.
سيصل للقوات الجوية الروسية مروحيات كا-52 ابتداءً من 2 يناير 2011.

## المشغلون
روسيا

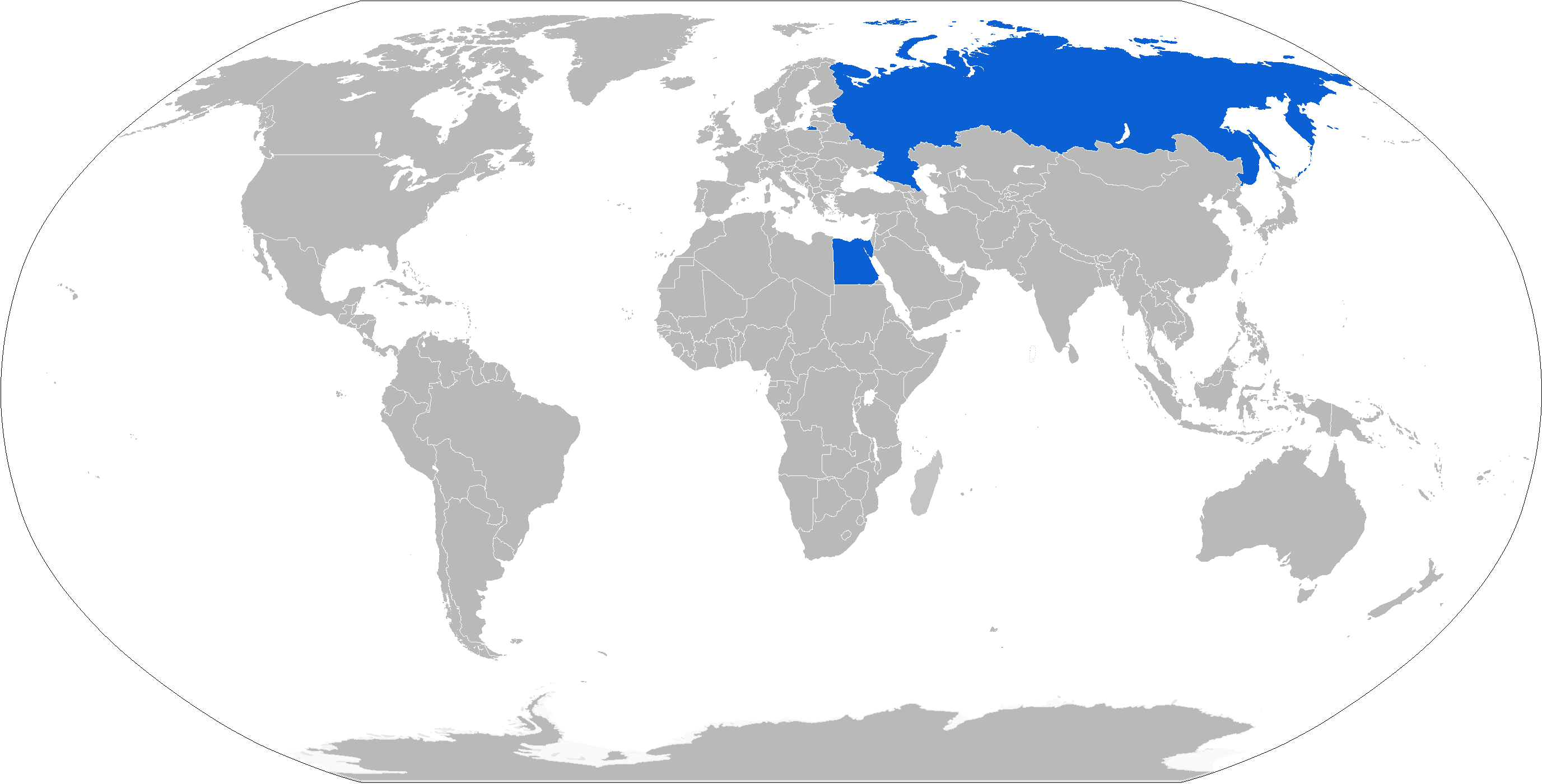
خريطة مشغلي كاموف كا-50 و كا 52، المشغلين باللون الأزرق

- القوات الجوية الروسية – 90+ (المجموع 170 تحت الطلب، 24 في 2007 و 146 في 2011)[5]
- طيران البحرية الروسي – 4 فقط من سلسلة كا-52K (24 تحت الطلب، ولكن تم إلغاء العقد بسبب إلغاء تسليم حاملة المروحيات ميسترال) [22][23]

 مصر
- القوات الجوية المصرية – 46 مروحية كا-52 تحت الطلب، تم تسليم 6 حتى أغسطس 2017.[24][25][26][27]

## الطرازات
- كاموف في-80 : نموذج أولي للطائرة
- كاموف كا-50 : طراز ذو مقعد واحد
- كاموف كا-50إن : كا-50 مع قدرة على الهجوم الليلي
- كاموف كا-50إس إتش : كا-50 مع قدرة على الهجوم الليلي
- كاموف كا-50-2 : طراز ذو مقعدين كل واحد لديه مقصورة طيار خاصة به
- كاموف كا-52 : (بالإنجليزية: Kamov Ka-52" Alligator" كاموف كا-52 «أليغيتور» وبالروسية:

Аллигатор، ولقب تعريف الناتو: Hokum B هوكم بي) طراز بمقعدين ومقصورة طيار جنبا إلى جنب.
- كاموف كا-52 التمساح : (بالإنجليزية: Kamov Ka-52" Alligator")
- كاموف كا-52 تمساح النيل : وهي النسخة الخاصة بمصر (بالإنجليزية: Kamov Ka-52" Nile Crocodile")[28]
- كاموف كا-52ك : (بالإنجليزية: Kamov Ka-52K "هي النسخة البحرية تحتوي على رادار مختلف وتسليح بحري (صواريخ مضادة للسفن والغواصات)

## مواصفات (Ka-50)
البيانات من Manufacturer sources Donald, naval-technology.com, Federation of American Scientists[تحقق من المصدر]
الخصائص العامة
- الطاقم: 1
- الطول: 16.0 m (52 قدم)
- قطر الدوار: 14.5 m (48 قدم)
- الارتفاع: 4.93 m (16.2 قدم)
- مساحة القرص : 330.3 m² (3,555 قدم2)
- الوزن فارغة: 7,700 kg (17,000 رطل)
- الوزن محملة: 9,800 kg (21,600 رطل) , 10,400 كـغ (22,900 رطل) for Ka-52
- وزن الإقلاع الأقصى: 10,800 kg (23,800 رطل)
- محرك الطائرة: 2 × Klimov VK-2500 محرك عمود دوران توربيني, 2,400 shp (1,800 كـو)  الواحد

الأداء
- لا تتجاوز سرعة: 350 km/h (220 ميل/س؛ 190 عقدة) in dive
- السرعة القصوى: 315 km/h (196 ميل/س؛ 170 عقدة) in level flight
- سرعة العبور: 270 km/h (170 ميل/س؛ 150 عقدة)
- مدى (طائرة): 545 km (339 ميل؛ 294 nmi)
- المدى القتالي: 470 km (290 ميل؛ 250 nmi)
- المدى: 1,160 km (720 ميل؛ 630 nmi) with 4 drop tanks
- سقف الخدمة: 5,500 m (18,000 قدم) operational, 4,000 م (13,000 قدم) hover
- معدل الصعود: 12 m/s (2,400 قدم/د)
- Disc loading: 30 kg/m² (6.1 رطل/قدم2)
- نسبة القدرة إلى الوزن: 0.33 kW/kg (0.203 hp/lb)

التسليح

- نقطة تعليقs: 4 (6 on Ka-52) under-wing hardpoints, plus 2 on wingtips for countermeasures or air-to-air missiles with a capacity of 2,000 kg and provisions to carry combinations of:
  - صواريخ: 80 × 80 mm S-8 rockets and 20 × 122 mm S-13 rocket,
  - صواريخ: 2 × APU-6 Missile racks, able to accommodate a total of 12 × فيخر 9K121 (صاروخ) anti-tank missiles, Vympel R-73 (NATO: AA-11 Archer) air-to-air missiles, Kh-25 semi-active laser guided tactical air-to-ground missiles
  - قنابل: 4 × 250 kg (550 lb) bombs or 2 × 500 kg (1,100 lb) bombs,
  - أخرى: 23 mm جريازيف شيبونوف جي.إس.إتش-23 gun pods (240 rounds each),  500 L (130 US gal) external fuel tanks. Reportedly, twin صاروخ إيغلا light air-to-air missile launchers under each wingtip countermeasure pod (total 4 missiles).[35]

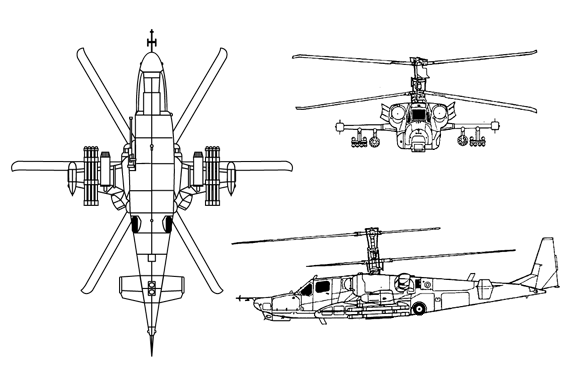
Ka-50 three-view figure

- Two pods on the wingtips with flare and chaff countermeasure dispensers, 4 UV-26 dispensers each (total 512 chaff/flare cartridges in each pod)